# Puértolas (kommunhuvudort)
Puértolas är en kommunhuvudort i Spanien.   Den ligger i provinsen Provincia de Huesca och regionen Aragonien, i den nordöstra delen av landet, 400 km nordost om huvudstaden Madrid. Puértolas ligger 1 157 meter över havet och antalet invånare är 226.
Terrängen runt Puértolas är bergig åt nordost, men åt sydväst är den kuperad. Terrängen runt Puértolas sluttar söderut.Runt Puértolas är det mycket glesbefolkat, med 4 invånare per kvadratkilometer. Närmaste större samhälle är Boltaña, 12,5 km söder om Puértolas. I omgivningarna runt Puértolas växer i huvudsak barrskog.